# Lydia de Malemort
Lydia de Malemort est un roman historique écrit par Gilbert Bordes, publié le 5 octobre 2000, chronologiquement après le roman de terroir, Un jour de bonheur (École de Brive) et quelques mois avant la parution du roman Le Silence de la Mule.

## Intrigue
Au cœur du village corrézien de Malemort une femme, Lydia, d'une intelligence surprenante et très belle est mêlée malgré elle aux affrontements sanguinaires de la Guerre de Cent Ans. En France, prospère, riche et puissante, la guerre est catastrophique et le roi Philippe VI de Valois est battu à Crécy par les Anglais. Les Templiers, dont l'ordre a été démantelé par les Capétiens, sont désireux de se venger et accordent leur aide à l'Angleterre. Les deux Royaumes en pleine guerre ne désirent qu'une chose, retrouver un trésor fabuleux caché par les croisés en 1319 et qui leur assurerait la victoire.